# Kroktjärnen (Burträsks socken, Västerbotten, 716618-170197)
Kroktjärnen är en sjö i Skellefteå kommun i Västerbotten och ingår i Rickleåns huvudavrinningsområde.